# Mozn Hassan
Mozn Hassan (en arabe : مزن حسن; * 1979) est une militante des droits humains et une féministe égyptienne. Elle est chargée de l'organisation non gouvernementale Nazra for Feminist Studies. En 2016, elle s'est vu attribuer, elle et son ONG, le Right Livelihood Award (prix Nobel Alternatif).

## Biographie
Mozn Hassan obtient en 2000 un Bachelor (B. A.) en études gréco-romaines à l'université d'Alexandrie. En 2002, elle obtient un diplôme en études de la société civile et des droits humains (Civil Society and Human Rights) à l'Université du Caire. En 2005, un Master (M. A.) en droit international des droits humains (International Human Rights Law) à l'université américaine du Caire.
En décembre 2007, elle fonde l'organisation juridique féministe Nazra for Feminist Studies, constituant et diffusant des études et des informations sur la situation des femmes en Égypte et dans d'autres pays, proposant des formations, du soutien et de l'assistance. Elle est également, durant le régime d'Hosni Moubarak, militante du mouvement Kifaya, réclamant la chute de ce dirigeant Moubarak.
Depuis la révolution égyptienne de 2011, elle se bat pour que les femmes puissent participer, au même titre que les hommes, aux mouvements et aux rassemblements politiques, en étant respectées en tant que personnes humaines et en tant que citoyennes. En 201, elle se voit attribuer le prix Charlotte Bunch à New York, remis par le Fonds mondial pour les femmes. En 2016, Mozn Hassan et son ONG se voient attribuer le Right Livelihood Award « pour  leur engagement en faveur de l'Égalité et les Droits des Femmes, pour réduire les violences, abus et discriminations ». La même année, elle reçoit par ailleurs  une injonction à comparaître dans l’enquête 173/2011, connue sous le nom de « Foreign funding case » (l’affaire des financements étrangers). Cette enquête cible des ONG, les accusant de recevoir des financements étrangers ce qui est devenu illégal en Égypte. Dans une première phase, cette enquête s'est concrétisée en 2013 par la condamnation de 43 employés d'ONG. Mozn Hassan est concernée par une deuxième phase de cette enquête, lancée en 2016 et qui, outre l'organisation Nazra for Feminist Studies, touche aussi d'autres organisations, notamment l’Institut du Caire pour les études des droits de l’homme, l’Egyptian Initiative for Personal Rights (l’Initiative égyptienne pour les droits personnels (EIPR), le Nadeem Center for Rehabilitation of Victims of Violence  (le Centre Nadeem pour la réadaptation des victimes de violences), ainsi que Negad el-borai, ou Azza Soliman, autres militants des droits humains,,. Une pression financière est également exercée sur ces militant et ONG par le gel de leurs avoirs en banque. Une solidarité s'organise avec ses membres d'ONG ainsi accusés. Mozn Hassan interprète ces menaces et les premières décisions juridiques comme une façon de réduire ces formes douces d'opposition au pouvoir.